# Victor-Gollancz-Preis
Der Victor-Gollancz-Preis ist eine Auszeichnung, die für Personen oder Organisationen vergeben wird, die sich für die Opfer von Menschenrechtsverbrechen unter Einsatz des eigenen Lebens einsetzen.
Er wird seit 2002 von der Gesellschaft für bedrohte Völker im Andenken an den jüdischen Humanisten Victor Gollancz vergeben. Das Preisgeld beträgt insgesamt 5.000 Euro.

## Preisträger
- 2000: Die „Bewegung der Mütter“ aus den Enklaven Srebrenica und Žepa. Vier Jahre lang waren die beiden ostbosnischen Orte an der Drina von serbischen Truppen eingeschlossen. 8.376 Männer und Knaben Srebrenicas wurden von serbischen Milizen ermordet und in Massengräbern verscharrt. Die Ziele der Mütterbewegung sind die Aufklärung des Schicksals ihrer Angehörigen, deren Exhumierung, Identifizierung und Beerdigung in der Gedenkstätte Potocari, sowie die Unterstützung der Wiederansiedlung der Restfamilie in ihren Heimatstädten.
- 2001: Zainap Gaschajewa und Lipkan Basajewa, die beiden tschetschenischen Frauen, 1953 und 1949 während der kollektiven Verbannung ihres Volkes in Zentralasien geboren, wurden nicht zuletzt dank des GfbV-Engagements zu international bekannten Menschenrechtlerin. Beide engagierten sich während der beiden Kriege Russlands gegen Tschetschenien (1994–1996, 1999–2006) in Tschetschenien für ihre Landsleute, dokumentieren Verbrechen, verteilen Hilfsgüter, initiierten humanitäre Projekte, und informierten die internationale Öffentlichkeit über die Zustände in Tschetschenien.
- 2003: Die „Vereinigung der ehemaligen weiblichen bosnischen Lagerhäftlinge“ wurde für ihren unermüdlichen humanitären und menschlichen Einsatz für die Überlebenden der serbischen Konzentrations- und Vergewaltigungslager ausgezeichnet.
- 2003: Die „Witwen aus dem Barzan-Tal“, verloren 8.000 ihrer Männer und Söhne, die von Saddam Hussein ermordet wurden. Dank einer Initiative der GfbV wurden die meisten Dörfer des Tals wieder aufgebaut. Die Organisation „Venjin“ (Wiedergeburt) vertritt die Anliegen der Hinterbliebenen des Massakers.
- 2005: Sergei Adamowitsch Kowaljow, russischer Menschenrechtler, der jahrelang eng mit Andrej Sacharow zusammenarbeitete. 1970 wurde er wegen „antisowjetischer Agitation und Propaganda“ zu sieben Jahren Gefängnis und drei Jahre Lagerhaft verurteilt. Er dokumentierte die russischen Kriegsverbrechen in Tschetschenien und ist einer der Vorstandsmitglieder von „Memorial“.
- 2005: Mustafa Abduldschemil Dschemilew teilte 1944 mit seiner Familie und dem ganzen Volk der Krimtataren die Deportation, bei der über 40 % seiner Landsleute ums Leben kamen. In der UdSSR politisch im verbotenen „Rat der krimtatarischen Jugend“ aktiv, wurde er zu 15 Jahren Lagerhaft verurteilt. 1989 mit seiner Familie und zwei Drittel des krimtatarischen Volkes in die Heimat zurückgekehrt, wurde er zum Präsidenten des krimtatarischen Parlaments und zum ukrainischen Abgeordneten gewählt.
- 2008: Halima Bashir, die Ärztin aus dem Westsudan/Darfur, selbst Vergewaltigungsopfer arabischer Milizen, erhebt ihre Stimme für ihre von Völkermord bedrohten Landsleute.
- 2008: Jovan Divjak verteidigte die vier Jahre lang eingeschlossene bosnische Hauptstadt Sarajevo gegen die Truppen von Karadžić und Mladić. Divjak, serbischer Bosnier, leitete in Sarajevo ein Hilfswerk für Kinder.
- 2009: CIMI, brasilianische katholische Missionsgesellschaft, die sich für die Rechte der indigenen Bevölkerung einsetzt[1][2]
- 2009: Memorial, russische Menschenrechtsorganisation, die sich für die Opfer der Kriege in Tschetschenien einsetzen
- 2014: Bernard Kouchner